# Ratpoison
Ratpoison er en fri minimalistisk window manager til X Window System, primært udviklet af Shawn Betts.
Navnet Ratpoison kommer egentlig af at man ikke bruger mus, men kun tastaturet.
Ratpoison er fri software udgivet under GNU General Public License.